# Mona och Marie
Mona och Marie är en svensk TV-serie i sex halvtimmeslånga delar i regi av Lars Molin. Även manus skrevs av Lars Molin, samt Anita Molin. Serien hade premiär 28 april 1973 och visades i TV1.

## Handling
De två tonårstjejerna Mona och Marie bestämmer sig för att dra ut i Europa och resa, utan familjernas godkännande. Så småningom bestämmer de att slutmålet skall bli Rom.

## Rollista
- Inger Holmstrand – Marie Adolfsson
- Gunilla Thunberg – Mona Viberg
- Palle Granditsky – Fredrik, Maries pappa
- Fillie Lyckow – Maries mamma
- Ulla-Bella Fridh – Monas mamma
- Bo Brundin – Gustav
- Anders Nyström – lärare
- Ove Tjernberg – grävmaskinsreparatör
- Tomas von Brömssen – Pelle Svensson
- Helena Kallenbäck – Britt Jönsson